# Hiroyuki Nagahama

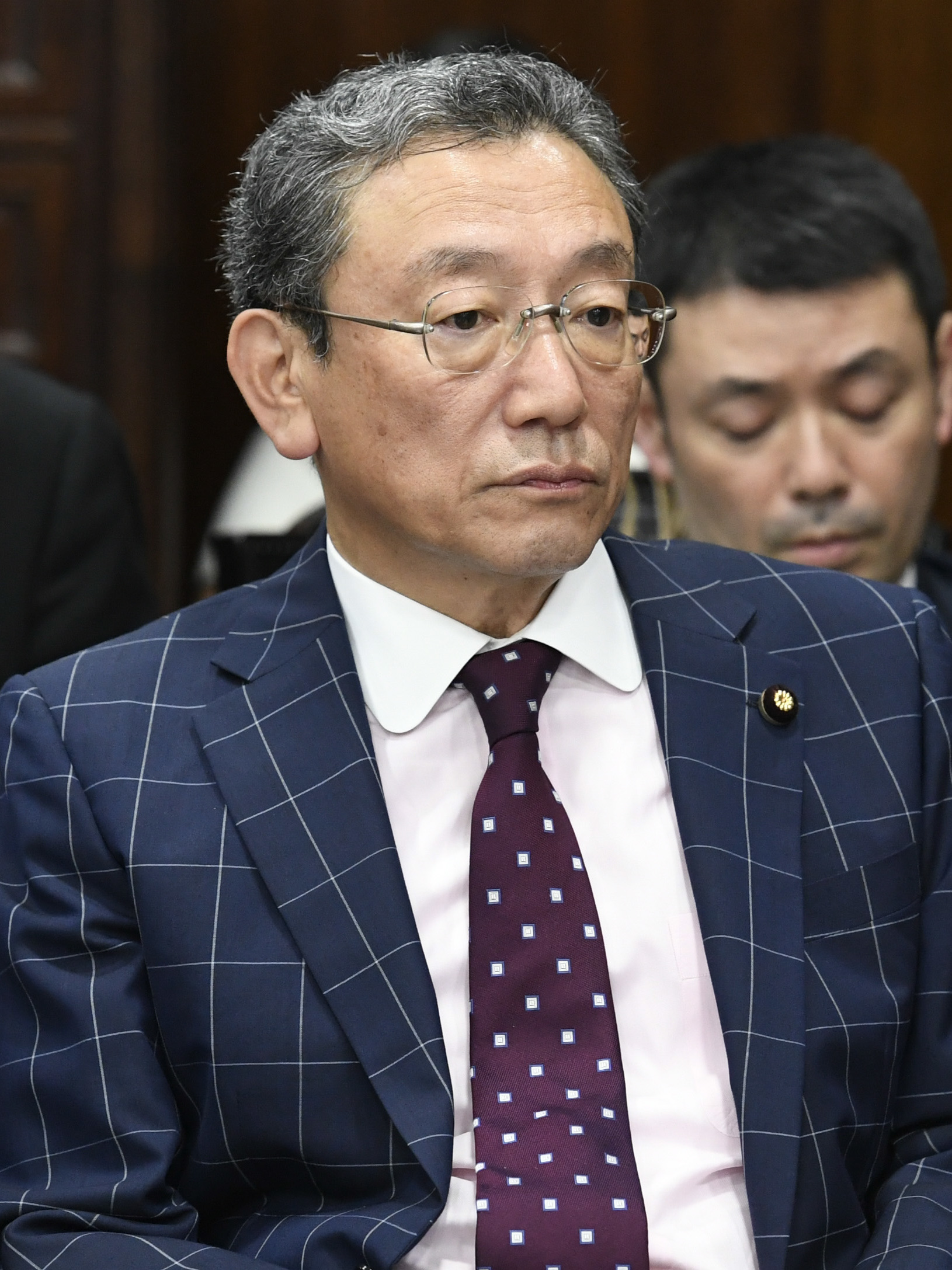
Hiroyuki Nagahama (2020)

Hiroyuki Nagahama (jap. 長浜 博行, Nagahama Hiroyuki; * 20. Oktober 1958 in Sumida, Tokio) ist ein japanischer Politiker (NJP→NFP→DPJ→DFP→DVP→parteilos→KDP), Senator für Chiba und war von Oktober bis Dezember 2012 Umweltminister in der Regierung von Premierminister Yoshihiko Noda. Innerhalb der DPJ und DFP war er Mitglied der Noda-Gruppe.

## Leben
Nagahama hat an der Fakultät für Politik- und Wirtschaftswissenschaften der Waseda-Universität studiert und besuchte anschließend das Matsushita-Institut für Politik und Wirtschaft (Matsushita Seikei Juku). Danach war er in der Privatwirtschaft beschäftigt (unter anderem für Bandai, Itōchū Shōji), später leitete er das Tokioter Büro des Matsushita-Instituts. 1992 beteiligte er sich an der Gründung der Neuen Japan-Partei, für die er bei den Abgeordnetenhauswahlen 1993 im Fünfmandatswahlkreis Chiba 4 ins Parlament einzog. 1994 wurde er Mitglied der Neuen Fortschrittspartei.
Nach der Wahlreform wurde Nagahama bei der Wahl 1996 im Einmandatwahlkreis Chiba 8 abgewählt. Bei den Wahlen 2000 konnte er für die Demokratische Partei diesen Wahlkreis gewinnen; drei Jahre später kandidierte er im Wahlkreis 11 und unterlag Eisuke Mori, behielt aber einen Sitz über die Verhältniswahl im Block Südkantō. 2007 trat er als Abgeordneter zurück und kandidierte bei den Senatswahlen für eines der drei offenen Mandate Chibas. Er erhielt über 660 Tausend Stimmen (25,2 %, Platz 1) und war damit für sechs Jahre gewählt.
Nach dem Gewinn der Mehrheit im Abgeordnetenhaus durch die Demokratische Partei 2009 und der resultierenden Regierungsübernahme wurde Nagahama neben Ritsuo Hosokawa Vizeminister im Sozial- und Arbeitsministerium, wo er bis September 2010 blieb. Im September 2011 wurde er mit dem Antritt der Regierung Noda stellvertretender Leiter des Kabinettssekretariats (politisch/Senat) neben Tsuyoshi Saitō (politisch/Abgeordnetenhaus) und Makoto Taketoshi (beamtet). Bei der dritten Kabinettsumbildung zum 1. Oktober 2012 wurde er statt zum stellvertretenden Leiter des Kabinettssekretariats zum Umweltminister ernannt.
Bei der Senatswahl 2013 wurde Nagahama für eine zweite Amtszeit wiedergewählt: Er erhielt in Chiba 388.529 Stimmen (16,3 %) und erzielte damit den dritthöchsten Stimmenanteil hinter Jun’ichi Ishii (LDP, 28,5 %) und Toshirō Toyoda (LDP, 17,5 %). Im Oktober 2018 verließ er die Demokratische Volkspartei, einer Nachfolgepartei der DPJ, und trat im Dezember des Jahres der Konstitutionell-Demokratischen Partei von Yukio Edano bei. 2019 wurde er mit 28,9 % der Stimmen auf dem zweiten Platz für weitere sechs Jahre wiedergewählt.